# Headhunterz
Willem Rebergen (Veenendaal; 12 de septiembre de 1985), conocido por su nombre artístico Headhunterz, es un DJ, remezclador y productor discográfico neerlandés de música hardstyle. También es actor de doblaje, llegando a haber realizado diversos doblajes para películas y series de televisión. En 2018 fundó la compañía discográfica Art of Creation.

## Biografía
Desde niño demostró su interés por la música. A los nueve años, cansado de sufrir buylling en la escuela, Willem cantó en un coro con el que grabó algunos CD. Tiempo después, un amigo le regaló unas entradas para el Qlimax 2006 y asistió a dicho festival. Desde allí, quedó flechado por la música hardstyle y decidió empezar a crear su propia música utilizando FL Studio. Junto con su amigo Bobby Van Putten, creó el proyecto musical conocido como Nasty D-Tuners. Tuvo su principal experiencia como DJ en Defqon 1, donde fue descubierto por The Prophet. Desde entonces, Headhunterz ha pinchado en los principales eventos de hardstyle, incluyendo Defqon 1, Qlimax, Q-Base, In Qontrol y Decibel. En el 2007, un año después de haber asistido a Qlimax, produjo su tema, The Power of The Mind, el cual fue el himno escogido ese año por Qlimax. También produjo el himno para Defqon 1 en el 2009 con el tema Scrap Attack, y de nuevo para Defqon 1 en el 2010 (Australia), con Save Your Scrap for Victory. De igual manera en 2012 junto con Wildstylez y Noisecontrollers produjo World Of Madness Anthem 2012 para Defqon. 1.
En 2006 formó su propia sub-compañía discográfica: Scantraxx Reloaded.
En el 2008 lanzó un álbum y formó dúo junto con Wildstylez, bajo el nombre «Project One», que fue muy bien recibido en la comunidad hardstyle e incluso realizó un tour por los Países Bajos.
En el 2010, Headhunterz apareció en el puesto 36º de la lista anual de mejores DJ del mundo elaborada por la revista DJ Mag. En 2012, alcanzó su mejor posición, ubicándose en el 11º puesto. Esto hizo a Headhunterz el DJ de hardstyle mejor posicionado en la lista. 
En 2011, Headhunterz comenzó su propio podcast, «Hard With Style», retransmitido por YouTube, iTunes y Souncloud, teniendo un gran éxito que derivó en su propia noche organizada por Q-dance en octubre de 2012. En el 2013, Headhunterz firmó un importante contrato con Ultra Records, abandonando así su anterior sello musical, Scantraxx.
Headhunterz decidió a partir del 2014 reorientar su estilo hacia otros géneros de la música electrónica como el big room, el progressive house, trap, future bass, y hasta el deep house, con el objetivo de probar cosas nuevas y hacerse más popular. Sin embargo este giro le costó críticas de sus seguidores y una caída progresiva en años posteriores en el listado de DJ Mag. Continuó sus apariciones en importantes festivales del EDM, hasta que en julio de 2016, retornó a la producción de música hardstyle con un sonado regreso en el festival Defqon 1.
En febrero de 2018, anunció el inicio de su nueva discográfica Art of Creation en colaboración con Wildstylez. Bajo este sello lanzó su tercer álbum de estudio titulado The Return of Headhunterz el 2 de marzo de 2018, bautizado por Dancing Astronaut como su "definitivo regreso al hardstyle" .
El 23 de agosto de 2023, Headhunterz anunció mediante su cuenta de Instagram, que dejaría de hacer presentaciones para pasar a dedicarse solo a la producción musical en el estudio. Esto debido a ansiedad y problemas de salud que estaba atravesando, y anunció también su último show en el 013 Poppodium de Tilburg, que se realizó el 23 de diciembre de 2023. 

## Discografía

### Álbumes
| Año  | Título |
| ---- | --- |
| 2008 | Headhunterz & Wildstylez Present: Project One - The Album - Lanzamiento: 3 de julio - Discográfica: Cloud 9 Dance - Formato: CD |
| 2010 | Studio Sessions - Lanzamiento: 13 de marzo - Discográfica: Scantraxx Reloaded - Formato: Digital                                |
| 2012 | Sacrifice - Lanzamiento: 15 de marzo - Discográfica: Scantraxx - Formato: Digital                                               |
| 2018 | The Return of Headhunterz - Lanzamiento: 2 de marzo - Discográfica: Art of Creation - Formato: Digital                          |

### Sencillos y EP
| Año  | Título |
| ---- | --- |
| 2005 | Dansles - como Funkuz - Lanzamiento: septiembre - Discográfica: Sin discográfica - Formatos: 12″ |
| 2005 | Breaking The Rules - como Nasty D-Tuners - Lanzamiento: 15 de octubre - Discográfica: Hardcontrol Records - Formatos: 12″                                                                                                   |
| 2005 | Check Ya Head - como Nasty D-Tuners - Lanzamiento: 17 de mayo - Discográfica: Hardcontrol Records - Formato: 12″ |
| 2006 | Aiming For Ur Brain - Lanzamiento: junio - Discográfica: Scantraxx Specials - Formato: 12″ |
| 2006 | The Sacrifice - Lanzamiento: agosto - Discográfica: Scantraxx Specials - Formato: 12″ |
| 2006 | Time 2 Rock / Victim Of My Rage - Lanzamiento: septiembre - Discográfica: Scantraxx Reloaded - Formato: 12″ |
| 2007 | Scantraxx Rootz - Headhunterz vs. Abject - Lanzamiento: 12 de enero - Discográfica: Scantraxx Reloaded - Formato: 12″ |
| 2007 | High Rollerz / Scar Ur Face - The Prophet feat. Headhunterz - Lanzamiento: 1 de marzo - Discográfica: Scantraxx Reloaded - Formato: 12″                                                                                     |
| 2007 | Brennan Heart - Rush The RMX - We Are Possessed (Headhunterz Remix) - Lanzamiento: 23 de abril - Discográfica: M!D!FY - Formato: 12″                                                                                        |
| 2007 | Rock Civilization - Lanzamiento: 18 de junio - Discográfica: Scantraxx Reloaded - Formato: 12″ |
| 2007 | Forever Az One / Digiwave - Lanzamiento: 9 de noviembre - Discográfica: Scantraxx Reloaded - Formato: 12″ |
| 2007 | The Power Of The Mind - Lanzamiento: - Discográfica: Q-Dance - Formato: 12″ |
| 2008 | Various Artists - Qlimax 2007 - The Official Live Registration - Lanzamiento: enero - Discográfica: USM - Formato: CD, DVD-Audio                                                                                            |
| 2008 | Subsonic - Lanzamiento: 11 de febrero - Discográfica: Scantraxx Reloaded - Formato: 12″ |
| 2008 | Call It Music / W.U.W.H. - Tatanka meets Headhunterz / Tatact - Lanzamiento: 15 de febrero - Discográfica: Zanzatraxx - Formato: 12″                                                                                        |
| 2008 | Blame It On The Music - Headhunterz vs. Wildstylez - Lanzamiento: 4 de marzo - Discográfica: Scantraxx Reloaded - Formato: 12″                                                                                              |
| 2008 | Last Of The Mohicanz / Reloaded Part 2 - Lanzamiento: 2 de abril - Discográfica: Scantraxx Specials - Formato: 12″ |
| 2008 | Various Artists - Kings Of Hard - Tracks 1 to 10 on CD 1 mixed by Headhunterz - Lanzamiento: 13 de mayo - Discográfica: Sonic Solution - Formato: CD, álbum doble                                                           |
| 2008 | Zanza Labs - Biological Chemistry / Zanzarismo - Biological Chemistry (Headhunterz Remix) - Lanzamiento: 21 de mayo - Discográfica: Zanzatraxx - Formato: 12″                                                               |
| 2008 | Project One - Life Beyond Earth / The Zero Hour - Lanzamiento: 22 de julio - Discográfica: Scantraxx Reloaded - Formato: 12″                                                                                                |
| 2008 | Just Say My Name - Lanzamiento: 15 de diciembre - Discográfica: Scantraxx Reloaded - Formato: 12″ |
| 2009 | The Fear Of Darkness/A New Day - Lanzamiento: 26 de enero - Discográfica: Scantraxx Reloaded - Formato: 12", 45 |
| 2009 | Scrap Attack (Defqon.1 Anthem 2009) - Lanzamiento: 2 de junio - Discográfica: Q-Dance - Formato: 12″ |
| 2009 | The Muzikal Revolution/Megasound - Lanzamiento: 1 de julio - Discográfica: Scantraxx Reloaded - Formato: 12", 45 |
| 2010 | Psychedelic - Lanzamiento: 31 de marzo - Discográfica: Scantraxx Reloaded - Formato: Digital |
| 2010 | Club Bizarre WEB EP (feat. Noisecontrollers) - Brooklyn Bounce - Club Bizzare (Headhunterz & Noisecontrollers Remix) - Headhunterz & Noisecontrollers - Robot's Dream - Discográfica: Scantraxx Reloaded - Formato: Digital |
| 2010 | Save Your Scrap for Victory (Defqon 1 2010 Anthem) - Discográfica: Scantraxx Reloaded - Formato: Digital |
| 2011 | From Within / The Message Is Hardstyle - Discográfica: Scantraxx Reloaded - Formato: Digital |
| 2012 | Dragonborn - Lanzamiento: 28 de enero - Discográfica: Lanzamiento gratuito - Formato: Digital |
| 2012 | World of Madness (Defqon.1 Anthem) (Headhunterz & Wildstylez & Noisecontrollers) - Lanzamiento: 16 de agosto - Discográfica: Q-dance - Formato: Digital                                                                     |
| 2013 | The Leaked EP - Lanzamiento: 21 de octubre - Discográfica: Hard With Style Records - Formato: Digital - Tracklist - Headhunterz - The Power Of Music - Headhunterz - Reignite (feat. Malukah)                               |
| 2013 | Colors - Headhunterz feat. TaTu - Lanzamiento: 30 de agosto - Discográfica: Ultra Records - Formato: Digital |
| 2013 | United Kids of the World - Headhunterz feat. Krewella - Lanzamiento: 19 de noviembre - Discográfica: Ultra Records - Formato: Digital                                                                                       |
| 2014 | Breakout - Headhunterz & Audiofreq - Lanzamiento: 7 de marzo - Discográfica: Ultra Records - Formato: Digital |
| 2014 | Synergy - TNT & Headhunterz - Lanzamiento: 28 de mayo - Discográfica: Ultra Records - Formato: Digital |
| 2014 | Shocker - W&W & Headhunterz - Lanzamiento: 8 de septiembre - Discográfica: Mainstage Music - Formato: Digital |
| 2014 | We Control The Sound - W&W & Headhunterz - Lanzamiento: 24 de octubre - Discográfica: Ultra Records - Formato: Digital |
| 2015 | Nothing Can Hold Us Down - Hardwell & Headhunterz - Lanzamiento: 23 de enero de 2015 - Discográfica: Revealed Recordings, Ultra Records - Formato: CD Digital                                                               |
| 2015 | Once Again - Headhunterz - Lanzamiento: 16 de febrero de 2015 - Discográfica: Revealed Recordings - Formato: Digital |
| 2015 | Live Your Life - Headhunterz & Crystal Lake - Lanzamiento: 25 de mayo de 2015 - Discográfica: Doorn Records - Formato: Digital                                                                                              |
| 2015 | To Be Me - Headhunterz feat. Raphaella - Lanzamiento: 24 de julio de 2015 - Discográfica: Ultra Records - Formato: Digital                                                                                                  |
| 2015 | The Power Of Now - Steve Aoki & Headhunterz - Lanzamiento: 2 de octubre de 2015 - Discográfica: Ultra Records - Formato: Digital                                                                                            |
| 2015 | Won't Stop Rocking - R3hab & Headhunterz - Lanzamiento: 23 de octubre de 2015 - Discográfica: Spinnin' Records - Formato: Digital                                                                                           |
| 2015 | The Universe Is Ours - Headhunterz & Crystal Lake vs Reunify feat KiFi - Lanzamiento: 14 de diciembre de 2015 - Discográfica: Mainstage (Armada) - Formato: Digital                                                         |
| 2016 | Live Before We Die - Headhunterz ft. KiFi - Lanzamiento: 18 de marzo de 2016 - Discográfica: Ultra Records |
| 2016 | Lift Me Up - Headhunterz ft. Mike Taylor - Lanzamiento: 9 de abril de 2016 - Discográfica: Ultra Records |
| 2016 | Kundalini - Headhunterz & Skytech - Lanzamiento: 9 de mayo de 2016 - Discográfica: Spinnin' Records |
| 2016 | Dharma - Headhunterz & KSHMR - Lanzamiento: 27 de junio de 2016 - Discográfica: Spinnin' Records |
| 2016 | Unique - Headhunterz & Conro ft. Clara Mae - Lanzamiento: 29 de julio de 2016 - Discografía: Ultra Records |
| 2017 | The Jamaican Way - Headhunterz & Mr Heady & G-Flow - Lanzamiento: 23 de enero de 2017 - FREE DOWNLOAD |
| 2017 | Destiny - Headhunterz - Lanzamiento: 1 de septiembre |
| 2017 | Takin It Back - Headhunterz - Lanzamiento: 8 de octubre |
| 2018 | Leap Of Faith - Headhunterz |
| 2018 | Say My Name - Headhunterz |
| 2019 | Oxygen - Headhunterz |
| 2019 | Amen - Headhunterz |
| 2019 | Follow Me - Headhunterz & Sound Rush feat. Eurielle & Ryan Lounder - Lanzamiento: 31 de mayo |
| 2019 | Orange Heart - Headhunterz |
| 2020 | Dragonborn Part 2 Feat. Malukah - Headhunterz - Lanzamiento: 2 de mayo - Discográfica: Art of Creation - Formato: Digital                                                                                                   |
| 2020 | The Hunter And The Prey Feat. Sian Evans - Headhunterz - Lanzamiento: 30 de julio - Discográfica: Art of Creation - Formato: Digital                                                                                        |
| 2020 | Dragonborn Part 3 (Oceans Apart) Feat. Sian Evans - Headhunterz - Lanzamiento: 1 de octubre - Discográfica: Art of Creation - Formato: Digital                                                                              |
| 2020 | Transcendence - Headhunterz & JDX - Lanzamiento: 17 de diciembre - Discográfica: Qlimax - Formato: Digital |
| 2021 | Defend The Hard - Headhunterz & Sephyx - Lanzamiento: 14 de octubre - Discográfica: Art of Creation - Formato: Digital |
| 2022 | Time To Dance Again - Headhunterz - Lanzamiento: 21 de julio - Discográfica: Art of Creation - Formato: Digital |
| 2022 | Before I Wake - Headhunterz & Vertile - Lanzamiento: 15 de septiembre - Discográfica: Art of Creation - Formato: Digital |
| 2023 | Keepers Of Our Legacy - Headhunterz & D-Block & S-Te-Fan - Lanzamiento: 12 de abril - Discográfica: Scantraxx Records - Formato: Digital                                                                                    |
| 2023 | The Flame Insane - Headhunterz - Lanzamiento: 15 de septiembre - Discográfica: Art Of Creation - Formato: Digital |
| 2024 | How Far Can You Go - Headhunterz & Final Day - Lanzamiento: 9 de febrero - Discográfica: Art Of Creation - Formato: Digital                                                                                                 |
| 2024 | How Far Can You Go - Headhunterz feat. Diandra Faye - Lanzamiento: 3 de mayo - Discográfica: Art Of Creation - Formato: Digital                                                                                             |
| 2024 | Live Forever - Headhunterz - Lanzamiento: 1 de noviembre - Discográfica: Art Of Creation - Formato: Digital |

### Sin Lanzamiento Oficial
| Año  | Título |
| ---- | --- |
| 2014 | Cyborg - Headhunterz & Dyro - Lanzamiento: CANCELADO - Discografía: WOLV                                              |
| 2016 | Jinedra - Headhunterz & No Mondays - Lanzamiento: Posiblemente cancelado - Discografía: Ultra Records                 |
| 2016 | Circus - Headhunterz & Martin Garrix - Lanzamiento: Posiblemente cancelado - Discografía: STMPD RCRDS / Ultra Records |

### Futuros Lanzamientos
| Año  | Canción                                         | Colaboración | Sello discográfico | Comentario    |
| ---- | ----------------------------------------------- | ------------ | ------------------ | ------------- |
| 2024 | Karliene - Become The Beast (Headhunterz Remix) |              | Art Of Creation    | Defqon 1 2021 |

### Remixes
| Año  | Título                                                                    |
| ---- | ------------------------------------------------------------------------- |
| 2007 | Brennan Heart – We Are Possessed                                          |
| 2009 | Builder – Her Voice                                                       |
| 2009 | Project One – Rate Reducer                                                |
| 2010 | Blutonium Boy – Make It Loud                                              |
| 2010 | Brooklyn Bounce – Club Bizarre (With Noisecontrollers)                    |
| 2010 | D Block & S-Te-Fan – Music Made Addict (With Wildstylez)                  |
| 2012 | Kaskade – Lessons in Love                                                 |
| 2012 | Hardwell – Spaceman                                                       |
| 2012 | Nicky Romero – Toulouse                                                   |
| 2012 | Zedd – Spectrum                                                           |
| 2013 | Zedd Feat. Foxes – Clarity                                                |
| 2014 | Flosstradamus Feat. Casino – Mosh Pit                                     |
| 2015 | Armin van Buuren Feat. Mr. Probz – Another You                            |
| 2015 | Avicii – Waiting for Love (Headhunterz & Carnage remix)                   |
| 2015 | Headhunterz Feat. Raphaella – To be Me (como Shilo)                       |
| 2016 | Crystal Like feat. KiFi - Into The Sunset (Headhunterz Edit)              |
| 2016 | Crystal Like - Say Goodbye (Headhunterz Edit)                             |
| 2018 | Blutonium Boy & Michael Enyo Carey – Make It Loud (Headhunterz Remix)     |
| 2020 | Wildstylez - Children Of Drums (Headhunterz Remix)                        |
| 2020 | Illenium, Tom DeLonge, Angels & Airwaves - Paper Thin (Headhunterz Remix) |
| 2021 | Sound Rush - Take It All (Headhunterz Remix)                              |
| 2021 | D-Block & S-Te-Fan - Twilight Zone (Headhunterz Remix)                    |

## Ranking DJmag
| DJ          | 2010 | 2011 | 2012 | 2013 | 2014 | 2015 | 2016 | 2017 | 2018 | 2019 | 2020 | 2021 |
| ----------- | ---- | ---- | ---- | ---- | ---- | ---- | ---- | ---- | ---- | ---- | ---- | ---- |
| Headhunterz | 36°  | 17°  | 11°  | 23°  | 40°  | 48°  | 36°  | 33°  | 28°  | 29°  | 46°  | 105° |

## Ranking 1001 Tracklist
| Productor   | 2016 | 2017 | 2018 |
| ----------- | ---- | ---- | ---- |
| Headhunterz | 16°  | 59°  | 101° |

## Actuación de voz
Willem Rebergen también se desempeña como actor de voces. Le dio la voz a Troy Bolton en la versión holandesa de la película High School Musical, en la versión en inglés es actuada por Zac Efron. También hace la voz de Peter Pevensie en la versión Neerlandesa de la película The Chronicles of Narnia: The Lion, the Witch and the Wardrobe (en holandés De Kronieken Van Narnia: De Leeuw, de Heks en de Kleerkast). En inglés éste papel es actuado por William Moseley. La voz de "Sam Dullard" en la serie de Nickelodeon Rocket Power también es hecha por él. Además, él hace la voz de Fred Weasley y George Weasley en la versión holandesa de Harry Potter. Y también hizo la voz de Pie Pequeño en la versión holandesa de The Land Before Time.